# Rolladen Schneider LS10
Die LS10 ist ein einsitziges Hochleistungs-Segelflugzeug der 18-m-Klasse mit Wölbklappen und der Option, auch in der FAI-Rennklasse mit 15 m Spannweite zu fliegen.

## Geschichte
Die LS10 war eine Entwicklung von DG Flugzeugbau in Bruchsal, basierend auf dem noch von der früheren Firma Rolladen Schneider entwickelten LS10-Prototyp. Verschiedene Verbesserungen dieser Erstentwicklung führten zur marktreifen Version der LS10-s.

## Konstruktion
Der Flügel ist eine Neuentwicklung, während der Rumpf weitgehend von der LS6c übernommen wurde. Änderungen gegenüber der LS6 sind beispielsweise die serienmäßig verbauten Mückenputzergaragen und der Piggott-Haken.
Alle LS10-s wurden motorvorbereitet ausgeliefert. Zum Einsatz als Turbomotor kam in der LS10-st das bewährte Triebwerk der LS8-st mit dem von DG Flugzeugbau entwickelten Motor-Steuerungssystem DEI-NT.

## Nutzung
Mit dem ersten Prototyp der LS10 gewann Holger Back, Produktionsleiter und Geschäftsführer bei DG, bereits im Jahre 2005 die Deutsche Meisterschaft in der 18-m-Klasse. Die LS10 befindet sich seit 2018 nicht mehr im Programm von DG. Insgesamt wurden 19 Exemplare produziert.

## Technische Daten
| Kenngröße                         | LS10-s 15 m | LS10-st 15 m | LS10-s 18 m | LS10-st 18 m |
| --------------------------------- | ----------- | ------------ | ----------- | ------------ |
| Spannweite inkl. Winglets         | 15 m        | 15 m         | 18 m        | 18 m         |
| Winglethöhe                       | 0,5 m       | 0,5 m        | ?           | ?            |
| Flügelfläche                      | 10,27 m²    | 10,27 m²     | 11,45 m²    | 11,45 m²     |
| Flügelstreckung                   | 21,9        | 21,9         | 28,3        | 28,3         |
| Rumpflänge                        | 6,763 m     | 6,763 m      | 6,763 m     | 6,763 m      |
| Leermasse mit Mindestausrüstung   | 288 kg      | 328 kg       | 295 kg      | 335 kg       |
| Wasserballast                     | 190 l       | 190 l        | 190 l       | 190 l        |
| Wasserballast Seitenflosse        | 10 l        | 10 l         | 10 l        | 10 l         |
| Flügelteilung                     | bei 7 m     | bei 7 m      | bei 7 m     | bei 7 m      |
| max. Startmasse                   | 540 kg      | 540 kg       | 600 kg      | 600 kg       |
| Flächenbelastung max.             | 52,6 kg/m²  | 52,6 kg/m²   | 52,4 kg/m²  | 52,4 kg/m²   |
| Flächenbelastung (80 kg Zuladung) | 35,8 kg/m²  | 39,7 kg/m²   | 32,8 kg/m²  | 36,2 kg/m²   |
| Höchstgeschwindigkeit             | 280 km/h    | 280 km/h     | 280 km/h    | 280 km/h     |
| Manövergeschwindigkeit            | 200 km/h    | 200 km/h     | 200 km/h    | 200 km/h     |
| Gleitzahl (bei 525 kg)            | 45          | 45           | 50          | 50           |
| Geringstes Sinken (bei 420 kg)    | 0,61        | 0,61         | 0,51        | 0,51         |

| Kenngröße              | Daten              |
| ---------------------- | ------------------ |
| Motor                  | Solo 2350          |
| Motortyp               | 2-Zylinder-2-Takt  |
| Motorleistung          | 23 PS (17 kW)      |
| Kraftstofftank (Rumpf) | 13 l oder 17 l     |
| bestes Steigen         | 1,3 m/s            |
| Propeller              | KS-1-G-079-L-050-W |
| Propellerdurchmesser   | 0,5 m              |